# أوبن ماندريفا
أوبن‌ماندريفا إل‌إكس (بالإنجليزية: OpenMandriva Lx) هي توزيعة لينكس من تطوير مجتمع ماندريفا لينكس بعد إنهاء تطويرها في 2011.

## وصلات خارجية
- الموقع الرسمي